# Paracaedicia proxima
Paracaedicia proxima är en insektsart som beskrevs av Bolívar, I. 1902. Paracaedicia proxima ingår i släktet Paracaedicia och familjen vårtbitare. Inga underarter finns listade i Catalogue of Life.